# Fred Myrow
Fred Myrow (* 16. Juli 1939 in Brooklyn, New York; † 14. Januar 1999 in Hollywood Hills, Kalifornien) war ein US-amerikanischer Komponist und Pianist. Neben seinem Konzertwerk schuf er einige namhafte musikalische Werke für das Kino der 1970er und 1980er Jahre, darunter Kompositionen für Filme wie Leo, der Letzte, Asphalt-Blüten, … Jahr 2022 … die überleben wollen, Das Böse oder Reise zur Insel der Geister.

## Leben und Karriere
Fredric Edgar Myrow wurde 1939 in Brooklyn, im Bundesstaat New York als Sohn des Komponisten Josef Myrow und Beatrice (Mills) Myrow geboren. Als musikalischer Absolvent der University of Southern California mit Studien unter Ingolf Dahl im Jahr 1961 ging Myrow bald darauf nach Europa und studierte von 1962 bis 1964 an der renommierten Accademia Nazionale di Santa Cecilia in Rom unter Goffredo Petrassi. Seine Fertigkeit als klassischer Pianist erhielt er bei Muriel Kerr und der kanadischen Pianistin und Musikpädagogin Gwendolyn Koldofsky. 1965 rundete er seine kompositorische Ausbildung beim französischen Komponisten Darius Milhaud in Tanglewood ab.
Myrow komponierte neben seinen Arbeiten für den Konzertsaal in seiner Karriere auch die Musik für über zwanzig Kinofilme, darunter für Filmproduktionen wie John Boormans Leo, der Letzte mit Marcello Mastroianni, William A. Frakers Kriminaldrama Spiegelbild der Angst mit Robert Shaw, Jerry Schatzbergs Filmdrama Asphalt-Blüten mit Gene Hackman und Al Pacino, dem Science-Fiction-Klassiker … Jahr 2022 … die überleben wollen von Richard Fleischer mit Charlton Heston und Edward G. Robinson oder dem Horrorfilm Das Böse, eine aufwendige Produktion des Filmregisseurs, Drehbuchautors und Produzenten Don Coscarelli, der in den 1980er und 1990er Jahren noch einige Fortsetzungen nach sich ziehen sollte, wie Das Böse II, Das Böse III oder Phantasm IV. Begonnen hatte Myrow mit der Filmmusik, als er 1969 zum 50-minütigen Kurzfilm HWY: An American Pastoral für seinen Freund den Frontmann und Sänger der Rockband The Doors Jim Morrison, den Soundtrack produzierte. Morrison inspirierte Myrow dazu, populäre Musik zu erforschen, gemeinsam hatte man vorher an einer unvollendeten Rockoper gearbeitet.
Myrow war von 1969 bis zu seinem Tod mit der Schauspielerin Elana Eden verheiratet. Das Paar bekam drei gemeinsame Töchter, Rachael, Shira, und Neora. Fred Myrow starb am 14. Januar 1999 in seinem Haus in Hollywood Hills in Kalifornien an einem Herzinfarkt. Er wurde 59 Jahre alt.

## Filmografie (Auswahl)

### Kino
- 1970: Leo, der Letzte (Leo the Last)
- 1970: Stop!
- 1971: The Steagle
- 1972: Spiegelbild der Angst (A Reflection of Fear)
- 1973: Lolly-Madonna XXX
- 1973: Asphalt-Blüten (Scarecrow)
- 1973: … Jahr 2022 … die überleben wollen (Soylent Green)
- 1975: Jim, the World's Greatest
- 1976: Kenny & Company
- 1979: Das Böse (Phantasm)
- 1980: On the Nickel
- 1981: Elephant Parts
- 1983: What’s Up, Hideous Sun Demon
- 1987: Hour of the Assassin
- 1988: Das Böse II (Phantasm II)
- 1988: Camp der verlorenen Teufel (Survival Quest)
- 1988: Reise zur Insel der Geister (Journey to Spirit Island)
- 1991: Rubin and Ed
- 1992: Susan Tyrrell: My Rotten Life, a Bitter Operetta
- 1994: Das Böse III (Phantasm III: Lord of the Dead)
- 1994: Love Is a Gun - Mörderische Leidenschaft (Love Is a Gun)
- 1995: Plan 10 from Outer Space

### Fernsehen
- 1971: In Search of America (Fernsehfilm)
- 1973: Message to My Daughter (Fernsehfilm)
- 1974: Pray for the Wildcats (Fernsehfilm)
- 1976: The Secret Life of John Chapman (Fernsehfilm)

### Dokumentar- und Kurzfilme
- 1969: HWY: An American Pastoral (Kurzfilm)
- 1975: Threshold: The Blue Angels Experience (Dokumentarfilm)
- 1985: Broken Rainbow (Dokumentarfilm)